# Llewellyn Williams (Architekt)
Llewellyn Edwin Williams (* 14. Dezember 1884 in Newton (New South Wales), Australien; † 11. März 1967 in Townsville, Australien) war ein im neuseeländischen Wellington wirkender australischer Architekt, der im Stil des Art déco arbeitete.

## Leben
Williams wurde als Sohn von Edwin Williams (1848–1924) und Sarah Cross Mather (1852–1889) geboren. Er lernte von 1905 bis 1908 bei Edwin Williams im australischen Sydney. Von 1908 bis 1910 besuchte er das King’s College in London, 1910 bis 1911 studierte er in Paris. Danach arbeitete er bei Messers Gale, Gotch & Leighton, der Firma der Architekten Joseph Gale (1830–1906), John Alfred Gotch (1852–1942) und Arthur George Leighton (1867–1943) und bereiste Frankreich und Belgien.
1912 bestand er das Examen und wurde am 2. Dezember auf Vorschlag der drei Inhaber seines Büros als Associate (ARIBA) in das Royal Institute of British Architects aufgenommen.
Am 17. Dezember 1912 berichtete The Sydney Morning Herald von seiner Rückkehr nach Australien: Herr Llewellyn E. Williams, der für fünf Jahre in Großbritannien und auf dem Kontinent Architektur studiert hat, ist am Mittwoch auf der Malwa nach Sydney zurückgekehrt. Er studierte erfolgreich an der University of London und erlangte die Medaille für fortgeschrittene Konstruktion und Sanitärtechnik (medal for advanced construction and sanitation) und wurde als Associate in das Royal Institute of British Architects aufgenommen.
1919 zog Williams nach Neuseeland, wo er sich in Wellington mit dem Architekten Frederick de Jersey Clere als Partner zusammenschloss. Aus dieser Zusammenarbeit gingen unter anderem die Kirche St Mary of the Angels (1921) und die St. Barnabas Church in Khandallah.
Williams lehrte außerdem am Banks Commercial College in Wellington, wo ein weiterer bekannter Wellingtoner Architekt, C.H. Mitchell, sein Kollege war. Ab 1923 betrieb Williams ein eigenes Büro: nach seinen Entwürfen entstanden das Todd Motors Building (1926), die Kelvin Chambers (1927) und die Civic Chambers (1927). Er entwarf oder überholte außerdem mehrere Kinos, so das Kings Theatre (1926) und das Regent Theatre (1936).

## Privatleben
Williams war mit Mildred Sophia Agar (1889–1957) verheiratet und hatte eine Tochter Suzanne Ashley Williams (1917–1979) und einen Sohn John Edwin Ashley Williams (1919–1944). Sein Sohn wurde im Zweiten Weltkrieg Jagdflieger und kam in deutsche Gefangenschaft. Er war an der im Film Gesprengte Ketten thematisierten Flucht aus dem Lager Stalag Luft III beteiligt und wurde nach seiner Wiederergreifung von der Gestapo erschossen. 1918 wurde William für die Neuseeländischen Expeditionsstreitkräfte des Ersten Weltkrieges gemustert, kam aber nicht zum Einsatz.

## Werke
- Cosy Theatre, 301-309 Heretaunga Street West, Hastings (1920, zusammen mit Frederick de Jersey Clere, später durch Nachfolgebau ersetzt)[4]
- St. Mary of the Angels, Kirche, Wellington (1921, zusammen mit de Jersey Clere)
- St. Barnabas Church, Kirche, Khandallah (zusammen mit de Jersey Clere)
- De Lux (heute Embassy), Kino, Wellington (1924, in Betrieb)
- The Regent, Kino, Wellington (1936, nicht erhalten)
- Todd Motors Building, Courtenay Place, Wellington (1926)
- Kelvin Chambers, The Terrace; Wellington (1927)
- Civic Chambers, Cuba Street, Wellington (1927).
- Chevening Flats, mehrstöckiges Mietshaus, 90 Salamanca Road, Kelburn, Wellington (1929)
- Kings Theatre, Kino, Wellington (1926, nicht erhalten)
- Avon Cinema, Kino, Christchurch (1934, beim Christchurch-Erdbeben zerstört)[5]
- Mayfair Theatre, Kino, Dunedin, 1934 (Gestaltung der Vorbühne im Rahmen des Umbaus auf Tonfilm).[6]